# جواو ديوغو جينينغز
جواو ديوغو جينينغز هو لاعب كرة قدم برازيلي في مركز الهجوم، ولد في 13 يناير 1999 في البرازيل. لعب مع نادي كارباتي لفيف.

## وصلات خارجية
- جواو ديوغو جينينغز على موقع قاعدة بيانات كرة القدم.إي يو (الإنجليزية)
- جواو ديوغو جينينغز على موقع Soccerway.com (الإنجليزية)